# Big Cyc
Big Cyc is een Poolse rockband. Cyc betekent borst in het Pools. De band staat in Polen bekend om hun controversiële gedrag. Zo stond op hun eerste studioalbum Vladimir Lenin afgebeeld met een hanenkam. In mei 1999 werd de zanger van de band (Krzysztof Skiba) beschuldigd van onfatsoenlijk gedrag. Hij moest een boete van 308 dollar betalen omdat hij aan de Poolse politicus Jerzy Buzek zijn achterwerk liet zien op een festival in februari 1999.

## Geschiedenis
De bandleden hebben elkaar ontmoet op de universiteit van Łódź. Jacek Jędrzejak speelde gitaar in een studentenband. Krzysztof Skiba was vaak te vinden op de planken in in het studententheater. De band van Jędrzejak viel uit elkaar in 1988, en hij wou een nieuwe rockband beginnen. Deze band bevatte Jarosław Lis als drummer en Roman Lechowicz als gitarist. De zanger werd al snel vervangen door Skiba. De band gaf hun eerste optreden in maart 1988. Later kwam pianist Piotr Sztajdel en gitarist Marek Szajda de band assisteren.

## Discografie
- Z partyjnym pozdrowieniem. 12 hitów w stylu lambada hardcore (1990)
- Nie wierzcie elektrykom (1991)
- Miłość, muzyka, mordobicie (1992)
- Wojna plemników (1993)
- Nie zapomnisz nigdy (1994)
- Golonka, flaki i inne przysmaki (1995)
- Z gitarą wśród zwierząt (1996)
- Pierwsza komunia, drugie śniadanie, trzecia Rzeczpospolita (1997)
- Wszyscy święci (1998)
- Świat według Kiepskich (2000)
- Zmień z nami płeć (2002)
- Moherowe Berety (2006)
- Szambo i Perfumeria (2008)
- Na barykadzie rokędrola (2009)
- Zadzwońcie po milicję (2011)
- Big Cyc wiecznie żywy (2013)
- Big Cyc 25 lat. Przystanek Woodstock 2013 (2014)
- Jesteśmy najlepsi (2015)
- Czarne słońce narodu (2016)
- 30 lat z wariatami (2018)
- Przystanek wolność (2022)
- Wolność słowa na kartonie (2024)
- Manifesto (2024)